# 아수지
아수지(阿首至, ?~?)는 가야의 왕자이다.

## 생애
가야의 왕자로 추정되는 그는 왜가 가야를 공격해오자 기본한기(己本旱岐), 아백구지(阿百久至), 국사리(國沙利), 이라마주(伊羅麻酒), 이문지(爾汶至) 등과 함께 백제로 도망쳤으며, 이후 백제에서 후한 대접을 받았다고 한다.